# Loyal, Wisconsin
Loyal là một thành phố thuộc quận Clark, tiểu bang Wisconsin, Hoa Kỳ. Năm 2000, dân số của thành phố này là 1308 người.